# 無縁社会
無縁社会（むえんしゃかい）とは、単身世帯（特に独居老人）が増え、家族の絆や人間関係が希薄となりつつある日本社会の一面を表す言葉。NHKにより2010年に制作・放送されたテレビ番組による造語である。2010年1月NHKで「無縁社会」と題したNHKスペシャルが放送され、それをきっかけに広く使われるようになり、2010年12月1日にはユーキャン新語・流行語大賞トップテンにノミネートされた。

## NHKの報道内容
2010年の1月末に、NHKスペシャルにおいて『無縁社会～“無縁死” 3万2千人の衝撃～』という衝撃的なタイトルで紹介された。この番組は菊池寛賞を受賞。のちに書籍化された（NHK「無縁社会プロジェクト」取材班『無縁社会』文藝春秋、2010年）。その後、類書が多数出版されている。
番組では一旦会社を退職し仕事を失えば組織とのつながりをなくすばかりか、地域のつながりが希薄していることや、家族との関係が昔に比べ変化していることなどの理由で孤立化し、最後は孤立し死んでいく。こうした人々が年間32,000人もいるという内容である。NHKは2010年1月以降、『報道プロジェクト・あすの日本』の一環として、『NHKスペシャル』などで関連する企画を放送し、その内容が特にインターネット上を中心に大きな話題となった。NHKではその後も各種報道番組などを通じてキャンペーンを展開している。

### 取材記者の証言
取材したNHK記者の一人、池田誠一は鹿児島県出身だが、仕事で地元を離れて以来親と会う機会はほとんどなく、東京に住む兄弟とも年に一度会うかどうかという生活で血縁のつながりを常日頃強く意識することはない。また地域社会とのつながりに関しても、普段は会社で仕事をしているため、近所のつながりがほとんどなく、自身が住んでいる地区の民生委員の名すら知らない。自分自身、30-40年後に妻に先立たれた場合は、一人暮らしとなり認知症に罹った場合「行政のサービスを受けたい」といった声を上げることもできずに孤独死するかもしれないという危機感を抱いた。一方、「無縁社会が、今の日本社会の問題なのか？」との問いを自らに投げかけると、その意味や日本社会の昔と今がどう違うのかをうまく説明できないと感じていた。
しかし2010年9月放送の『消えた高齢者 “無縁社会”の闇』の取材に関わった際に考えが一変する。池田は番組の取材を通じて、介護保険や生活保護を利用せず「無縁化」している人の数に興味を持ち、地域包括支援センターにアンケートする形で調査した。その結果は、無縁化している人の数は3万8000人だった（回答率は80％）。この多くの人々がなぜ支援を受けないかという理由について最も多かったのは、1位「他人に迷惑をかけたくない」、2位「経済的な負担が大きい」、3位「認知症などを患っているためサービスの内容が理解できない」の順だった。
また、取材の中で無縁化の背後に「家族から拒否されている」という問題が浮かび上がった。地域包括支援センターが認知症の独居老人を発見し、行政サービスが必要と感じて働きかけても、親族から「関係がない」と拒否されるケースもあったという。救急病院のソーシャルワーカーとして30年ほど勤務している者の証言では、10年ほど前なら身内に厄介扱いされている人がいても「仕方ないわね」と言って引き受けてくれる人がいたが、現在ではほとんどそうしたケースがなくなったという。取材の中で浮かび上がったのは「家族のつながりが薄れている」という事実であった。最後に記者は、この問題には特効薬はないと締めくくっている。

### 反響
2011年2月11日放映の「NHKスペシャル『無縁社会〜新たなつながりを求めて〜』」における報道について、番組に出演したニコニコ生放送配信者（生主）でもあるガジェット通信記者が「事前の取材意図説明が虚偽であった」「取材時の約束が守られなかった」「事実確認がなされていなかった」「放映時まで放映内容は見せてもらえなかった」とし、取材された際の経緯を主張している。
これに対し、NHK広報は「番組、特集の内容に問題はないと考えています。無縁社会の中でのネットを通じたつながりをテーマにしていることについては、事前に十分説明していると認識しています」としている。また、番組ではネット世論の意見としてTwitterから任意のツイートを紹介していた。
また、NHKの「無縁社会」および朝日新聞の「孤族の国」シリーズに対して、経済学者の池田信夫は「無縁社会は自由を求めた日本人が、高度成長の人材需要に併せて都市に移動した必然の結果である。終身雇用制度による疑似共同体を維持できない以上、個人を単位として社会を再構成するしかない」と見解を述べ、「有縁社会」が本来の在り方であるかのような意見に疑問を呈している。

## 背景
日本では少子高齢化、女性の社会進出によるかつての結婚に対する若者の意識の変化、地縁血縁社会の崩壊、個人情報保護法によるプライバシー保護の厳格化、家族や社会とのコミュニケーションが希薄化しSNSによる交流が主となっている若者、また終身雇用制度の崩壊など、単身者はますます孤立しやすい社会へと急速に移行している。さらにニートやフリーター、派遣社員の増加により30代、40代ですでに社会から孤立する者が急速に増えている。これらは日本に限らず先進国一般の風潮であり社会問題化している。
日本は自殺率が先進国の中でも高い（国の自殺率順リストを参照）。また年間3万人以上が孤独死している。死因は病気、自殺など原因はさまざまだが、誰にも気づかれずに亡くなり、身元すら判明しないまま火葬され、無縁墓地に送られることもある。亡くなってまで一人は寂しいと考え、財産や所持品、さらには自分自身の死後の処理をNPOと生前契約する者も少なくない。全国の自治体の調査によれば、近年「身元不明の自殺と見られる死者」や「行き倒れ死」など国の統計上では分類されない「新たな死」が急増していることが判明した。
また一人暮らしの高齢者の孤独死や自殺が起きた家やマンション・アパートなどは事故物件として売買に支障が生じたり、次の借り手が見つからないなどの問題も増えている。
一方でこうした風潮をビジネスチャンスと捉え、さまざまな単身者向けのビジネスや商品が開発、販売されている。身辺整理や遺品整理、埋葬などを専門に請け負う「特殊清掃業」。共同墓、話し相手、保証人代行などの「無縁ビジネス」が繁盛している。